# Jan Tęczyński (zm. 1405)
Jan z Tęczyna herbu Topór (zm. 28 października 1405) – syn Andrzeja z Tęczyna i nieznanej z imienia córki kasztelana krakowskiego Prędoty Warszowica. Kasztelan wojnicki 1379–1398, starosta sieradzki 1386–1397, ochmistrz dworu królowej Jadwigi 1398–1399, kasztelan krakowski 1398–1405, starosta krakowski 1399–1405, namiestnik Królestwa (wicekról) 1399–1402, pełnił też obowiązki sędziego ziemskiego krakowskiego w latach 1404–1405.
Ojciec Andrzeja Tęczyńskiego.